# Kuinderschans

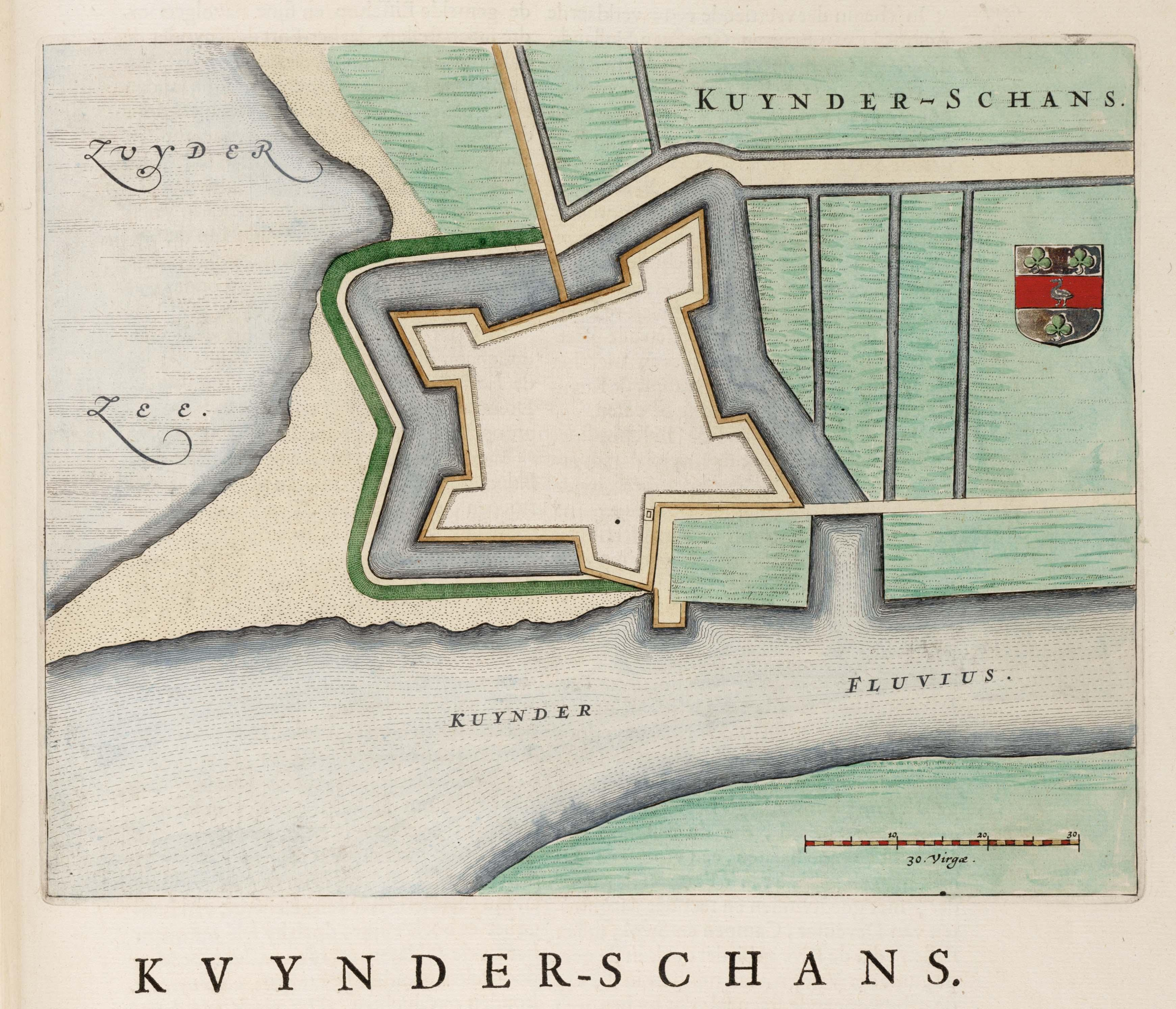
De schans van Kuinre.
Atlas van Loon 1649

De Kuinderschans was een schans in Kuinre langs de Kuinder in de provincie Overijssel.
De schans van Kuinre (1581) is een van de schansen van de Friese waterlinie. Enkele andere schansen zijn de Blessebrugschans en de Zwartendijksterschans. Ze werden aangelegd tijdens de Tachtigjarige Oorlog (1568-1648). De functie van de Kuinderschans was om passage over de Zuiderzeedijk en een aanval vanaf water te blokkeren. Tijdens de Tweede Münsterse Oorlog (1672-1674) werd de schans door het leger van Bernhard von Galen, bisschop van Münster, veroverd.